# Tolånga landskommun
Tolånga landskommun var en tidigare kommun i dåvarande Malmöhus län.

## Administrativ historik
Kommunen bildades i Tolånga socken i Färs härad i Skåne när 1862 års kommunalförordningar trädde i kraft. 
Vid kommunreformen 1952 uppgick kommunen i Östra Färs landskommun som uppgick 1974 i Sjöbo kommun.

## Politik

### Mandatfördelning i Tolånga landskommun 1938-1946
| 5 | 7 | 5 | 3 |

| 20 |

| 6 | 7 | 4 | 3 |

| 20 |

| 4 | 10 | 4 | 2 |

| 20 |